# سفارة البرازيل في كوريا الجنوبية
سفارة البرازيل في كوريا الجنوبية هي أرفع تمثيل دبلوماسي لدولة البرازيل لدى كوريا الجنوبية. تقع السفارة في سول وهي تهدف لتعزيز المصالح البرازيلية في كوريا الجنوبية.

## وصلات خارجية
- الموقع الرسمي
- قائمة سفارات البرازيل
- قائمة السفارات في كوريا الجنوبية